# Mărul lui Adam

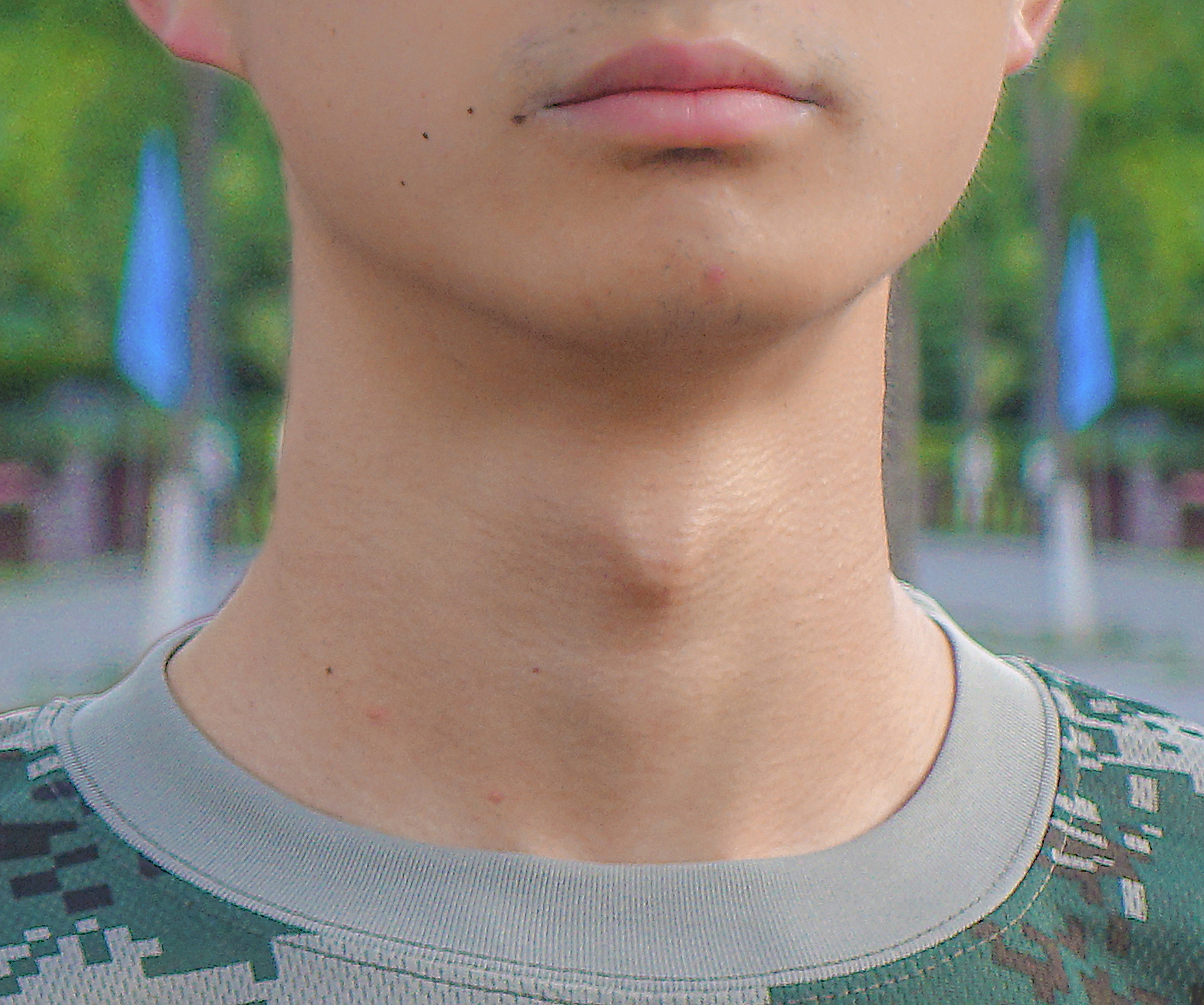
Proeminență laringeală la un bărbat

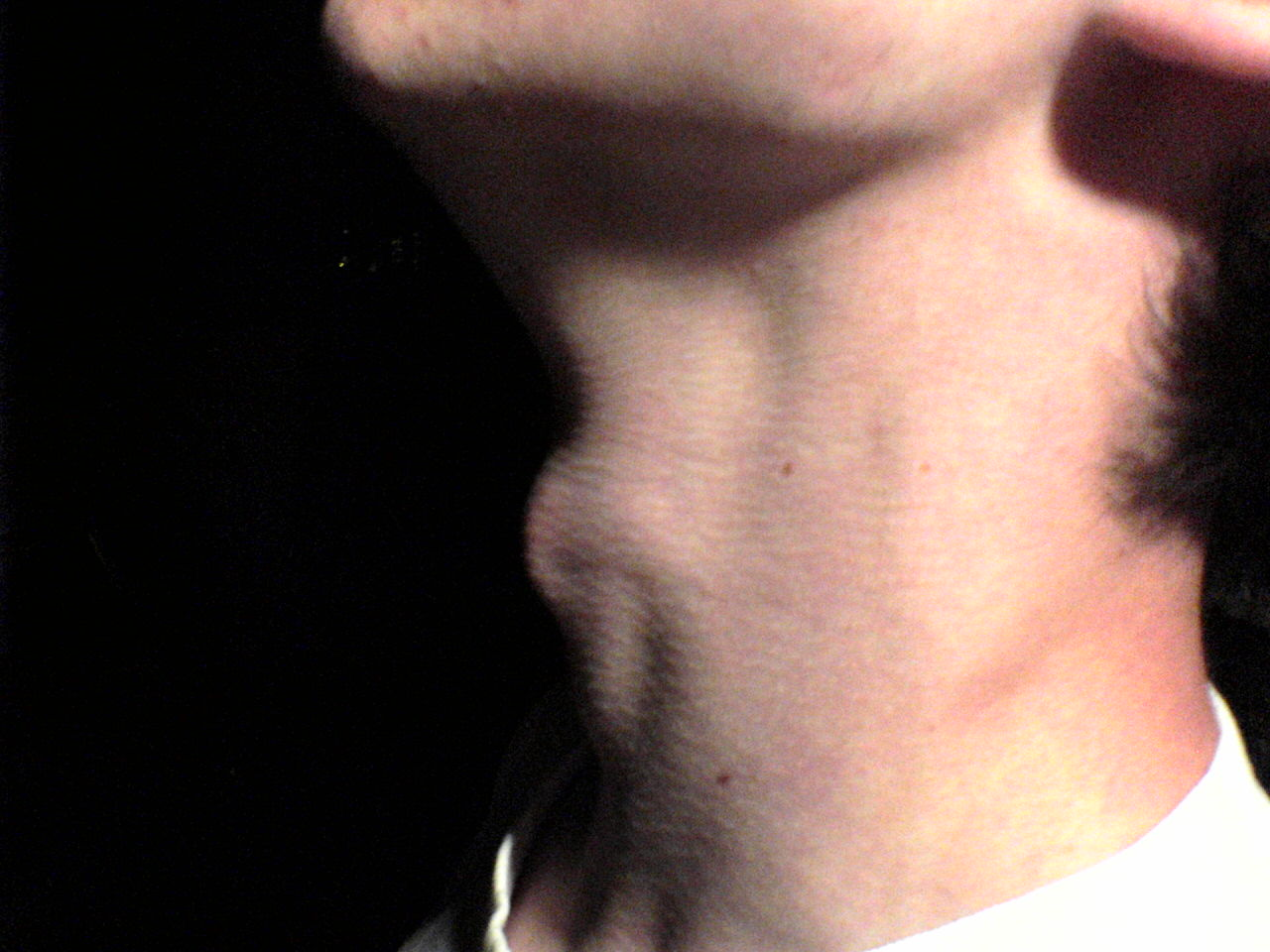
Proeminență laringeală la un bărbat

Mărul lui Adam (în limbaj anatomic proeminența laringeală) este o umflătură a cartilajului tiroid al laringelui, vizibilă în partea anterior-mediană a gâtului. 
Deși ambele sexe îl au, mărul lui Adam este considerată o caracteristică a bărbaților maturi, deoarece mărimile sale tind să crească considerabil în timpul pubertății.
Mărul lui Adam, în raport cu cartilajul tiroid care îl formează, ajută la protejarea pereților și a părții frontale a laringelui, inclusiv a coardelor vocale (care sunt situate direct în spatele acestuia).
O altă funcție a mărului Adam este legată de îngroșarea vocii. În timpul adolescenței, cartilajul tiroid crește împreună cu laringele. În consecință, proeminența laringelui crește ca mărime în principal la bărbați. Astfel bărbatul capătă o voce mai groasă.